# Słoboda Równiańska
Słoboda Równiańska (ukr. Слобода-Рівнянська) – wieś na Ukrainie w rejonie rożniatowskim obwodu iwanofrankiwskiego.